# Johann Heinrich zur Oeveste

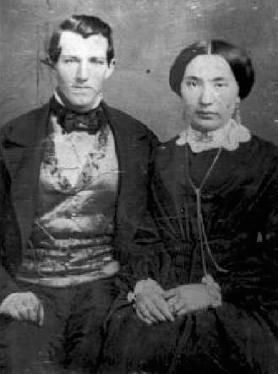
Johann Heinrich zur Oeveste (links) mit seiner Frau Regina Louise, geb. Geist

Johann Heinrich zur Oeveste (* 19. Oktober 1801 in Rieste/Niedersachsen; † 2. März 1878 in White Creek (Indiana)) war ein Bauernsohn aus Rieste. Bekannt wurde er durch die 31 Briefe, die er seinen Eltern nach seiner Auswanderung von Amerika aus schickte und die als ein sehr wichtiges Dokument zur Besiedlungsgeschichte Amerikas gelten.

## Biografie

### Familiärer Hintergrund
Die Familie war als Kolone von 1351 bis zur Säkularisation im Jahr 1810 dem Johanniterorden zugehörig; Familienmitglieder haben alle sechs Jahre in die Bauerschaft als Schöffe gedient. Sie bewirtschafteten einen Fronhof von 12 Hektar und einen Anteil an der allgemeinen Bauernmark von 6 Hektar mit vier eigenen Kotten. Dieses Gut war einer der alten Sächsischen Adelssitze in Besitz des Schöppenamtes.

### Auswanderung
Geboren als älterer Sohn ohne Erbrecht auf den Bauernhof, verließ er seine Gegend, um sein Glück irgendwo sonst zu finden. Im Mai 1834 erreichte er Baltimore und einige Wochen später Cincinnati, wo er sich an der Gründung der Norddeutschen Lutherischen Kirche beteiligte. Diese wurde im Volksmund auch die „Plattdeutsche“ Kirche genannt.
Johann Heinrich zur Oeveste heiratete am 19. November 1839 in Cincinnati Regina Louise Geist (1815–1910), die Tochter eines Heuermanns aus Hasbergen. Sie war ein Jahr zuvor mit ihren Eltern nach Cincinnati gekommen.
Johann Heinrich zur Oeveste war Mitbegründer der „Vereinigten Evangelischen Lutherischen und Reformierten St. Johannes Gemeinde am White Creek“. Ab 1849 nannte sich diese Gemeinschaft dann „Deutsche Evangelisch-Lutherische St. Johannes Gemeinde am White Creek“. Außergewöhnlich ist es, dass seit 1847 hier Reformierte aus dem Tecklenburger Land und Unierte aus dem Ostwestfälischen nicht mehr zum Heiligen Abendmahl zugelassen wurden.

### Briefe
Die ersten Jahre nach seiner Ankunft in Amerika kennzeichnen Johann Heinrich zur Oevestes noch stark als einen Deutschen mit einer meist neutralen Meinung zu den historischen Ereignissen in den USA. Seine jüngeren Briefe kennzeichnen ihn jedoch als einen Amerikaner. Aus dem Brief an seine Eltern über seine Heirat lässt sich herauslesen, dass er sich selbst zu den achtbaren und bedeutenden Familien des Königreich Hannovers rechnete, jedoch keinen Unterschied machte zwischen den Kindern der Landarbeiter auf dem elterlichen Hof und sich selbst.
Der Grund, warum besonders diese 31 Briefe von solch einem historischen Wert sind, ist, dass zur Oeveste in den Mitteilungen der ersten Jahre nach seiner Ankunft sich aus einer neutralen Position zu Themen wie Sklaverei, dem Amerikanischen Bürgerkrieg und dem Besiedlungsprozess äußerte. Auch informieren diese Briefe über die Preise, Gewohnheiten und das Leben eines Emigranten aus der Zeit des Amerikanischen Bürgerkriegs. Hinzu kommt zur Oevestes Abstammung aus einer Bauernfamilie. Die Briefe an seine Familie in Rieste dokumentiert somit die dafür ungewöhnliche Entscheidung, nach Amerika auszuwandern. Obgleich es ähnliche Dokumente aus dieser Zeit gibt, sind speziell diese Briefe einzigartig auch durch die Tatsache, dass sie von einem Lutherischen Kolonisten geschrieben wurden.